# Pirra
Pirra, na mitologia grega, foi uma filha de Epimeteu e Pandora, e esposa de Deucalião. Ambos escaparam de um dilúvio após construírem um barco, aconselhados por Prometeu.
Após o dilúvio, vendo a terra desolada e desabitada, Deucalião e Pirra consultaram a deusa Têmis, que mandou que eles jogassem os ossos da sua mãe. Pirra não queria cometer este sacrilégio, mas Deucalião interpretou ossos da mãe como sendo as pedras da Terra; assim eles fizeram, e das pedras de Deucalião nasceram homens, e das pedras de Pirra nasceram mulheres.
Deucalião e Pirra tiveram vários filhos, dentre os quais Heleno, ancestral de todos os gregos, Protogênia e, possivelmente, Anfictião, rei de Atenas.